# Граун, Карл Генрих
Карл Генрих Гра́ун (нем. Carl Heinrich Graun; 7 мая 1704, Варенбрюк — 8 августа 1759, Берлин) — немецкий композитор.

## Биография
Сын сборщика налогов из Бранденбурга, Граун вырос в музыкальном окружении: композиторами стали и два его старших брата, Август Фридрих Граун и Иоганн Готлиб Граун. Ребёнком Карл Генрих пел в хоре дрезденской церкви Кройцкирхе, затем учился композиции у Иоганна Христофа Шмидта. Одновременно в 1718—1719 гг. Граун учился в Дрезденском университете. В Дрездене были написаны два первых цикла кантат Грауна (не сохранились).
В 1724 году Граун получил место придворного певца (тенора) при дворе герцога Брауншвейг-Люнебургского Августа Вильгельма. В Брауншвейге под патронатом капельмейстера Георга Каспара Шурмана он начал пробовать свои силы как дирижёр и в 1731 году занял должность вице-капельмейстера. В 1733 году была поставлена его первая опера.

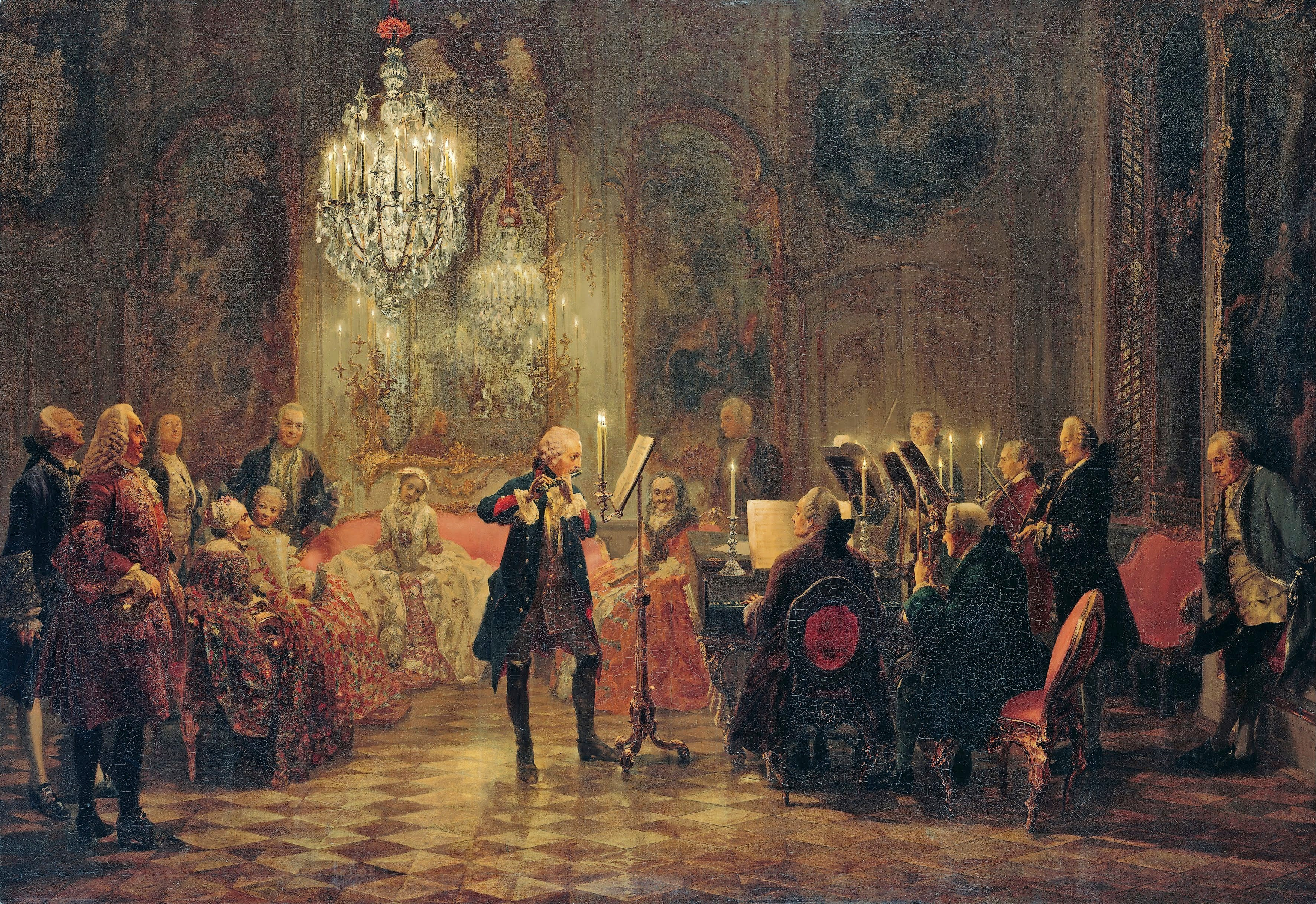
«Концерт для флейты Фридриха Великого в Сан-Суси», картина Адольфа фон Менцеля.

В 1735 году Граун перебрался в Берлин и поступил на службу в капеллу кронпринца Пруссии Фридриха, будущего короля Фридриха II. По восшествии Фридриха на престол в 1740 году Граун занял пост его капельмейстера, на котором оставался до конца жизни. 7 декабря 1742 года оперой Грауна «Цезарь и Клеопатра» открылся Королевский оперный театр в Берлине. Выступая в театрах Рима, Неаполя, Флоренции и других, он снискал высокую оценку как исполнитель главных теноровых партий в операх итальянских композиторов.
В общей сложности Грауном написано 28 опер, в том числе крупномасштабных, для карнавала или по случаю дня рождения царствующих особ. Сверх того, ему принадлежит ряд духовных сочинений, в том числе страстная оратория «Смерть Иисуса» (нем. Der Tod Jesu).
В. В. Набоков, в своей автобиографической книге «Другие берега» причисляя Грауна к своим дальним предкам, писал про него: «…талантливый карьерист, автор известной оратории „Смерть Иисуса“, считавшейся современными ему немцами непревзойденной, и помощник Фридриха Великого в писании опер, изображён с другими приближенными (среди них — Вольтер) слушающим королевскую флейту, на пресловутой картине Менцеля, которая преследовала меня, эмигранта, из одного берлинского пансиона в другой. В молодости Граун обладал замечательным тенором; однажды, выступая в какой-то опере, написанной брауншвейгским капельмейстером Шурманом, он на премьере заменил не нравившиеся ему места ариями собственного сочинения. Только тут чувствую какую-то вспышку родства между мной и этим благополучным музыкальным деятелем».